# Vukašin Vorkapić
Vukašin Vorkapić (serbisch-kyrillisch Вукашин Воркапић; * 1. Oktober 1997 in Belgrad, BR Jugoslawien) ist ein serbischer Handballspieler.

## Karriere

### Verein
Der 1,88 m große Rechtsaußen lernte das Handballspielen in Belgrad beim RK SC Voždovac. Mit Metaloplastika Šabac spielte er in der serbischen Super League. Ab 2021 stand er beim französischen Erstligisten US Ivry HB unter Vertrag. Seit 2023 spielt er wieder in Serbien für RK Vojvodina. 2024 gewann er die serbische Meisterschaft, 2025 den serbischen Pokal.

### Nationalmannschaft
In der serbischen A-Nationalmannschaft debütierte Vukašin Vorkapić im Jahr 2018. Bei der Weltmeisterschaft 2019 warf er 16 Tore in sieben Partien und belegte mit Serbien den 18. Rang. Bei der Weltmeisterschaft 2021 traf er 15 Würfe in fünf Spielen und erreichte Platz 11. Bei den Mittelmeerspielen 2022 gewann er mit der serbischen Auswahl die Bronzemedaille. Bisher bestritt er 32 Länderspiele, in denen er 65 Tore erzielte.